# Samsung Galaxy Tab 7.7
La Samsung Galaxy Tab 7.7 fue una tableta de una serie de tabletas basadas en Android producidas por Samsung, presentada el 1 de septiembre de 2011 en IFA en Berlín. Los modelos relacionados con esta tableta son Galaxy Tab 7.0 Plus, Samsung Galaxy Tab 2 7.0 y Samsung Galaxy Tab 3 7.0.
Pertenece a la segunda generación de la serie Samsung Galaxy Tab, que consta de dos modelos de 10,1, uno de 8,9, uno de 7,0 y otro de 7,7 pulgadas. La 7.7 es la tableta más delgada que Samsung ha fabricado en el rango de 7 pulgadas.

## Historia
El Galaxy Tab 7.7 se mostró al público en septiembre de 2011 en la IFA de Berlín. Es, junto con su hermano más económico Galaxy Tab 7.0 Plus, el sucesor directo del Galaxy Tab original.
El 4 de enero de 2012, Samsung anunció en Singapur el lanzamiento en febrero de 2012 a un precio de S$898 (US$695).
La Galaxy Tab 7.7 Wi-Fi estuvo a la venta en Australia el 13 de enero de 2012, con precios de aproximadamente 550 dólares australianos. El lanzamiento no fue anunciado y solo algunas tiendas tuvieton stock.
Después de que Apple obtuviera otra medida cautelar contra las tabletas de Samsung en Alemania, Samsung tuvo que retirar la Tab 7.7 de su stand, incluido todo lo relacionado, como carteles, justo un día después de la primera presentación.

## Software
El Galaxy Tab 7.7 ejecuta Android 3.2 con la capa de personalización TouchWiz UX de Samsung.
En julio de 2012 apareció una actualización de Android 4.0.4 (Ice Cream Sandwich) en Austria. Más países siguieron en los próximos meses.
En mayo de 2013, Samsung lanzó una actualización de Android 4.1.2 (Jelly Bean) en varios países asiáticos.

## Hardware
La Galaxy Tab 7.7 es la primera tableta con una pantalla Super AMOLED Plus y tiene una alta densidad de píxeles. El procesador de doble núcleo Samsung Exynos 4210 funciona a 1,4 GHz, consta de dos núcleos ARM Cortex-A9. La Tab 7.7 está equipada con 1 GB LPDDR2 de RAM y 16, 32 o 64 GB de almacenamiento integrado que se puede ampliar con una tarjeta MicroSD de hasta 32 GB
La Tab 7.7 no está técnicamente relacionada con los otros Galaxy Tabs exceptuando el 7.0 Plus con el que comparte casi todo excepto la pantalla y un procesador un poco más rápido del mismo tipo que el usado en el 7.7. Los Galaxy Tab de 8,9 y 10,1 pulgadas lanzados anteriormente están equipados con un procesador diferente (y más lento), una tecnología de pantalla diferente y no se pueden expandir con tarjetas microSD. El Galaxy Tab 7 original también es diferente desde todos los ángulos.
Al igual que con todas las tabletas Honeycomb, la cantidad de botones se ha reducido: los botones habituales de Inicio, Menú, Atrás y Buscar, que están presentes en la mayoría de los dispositivos Android, están integrados en la barra de menús y notificaciones. Los únicos botones físicos son Encendido, Subir volumen y Bajar volumen.
Como todas las demás tabletas de la serie Galaxy Tab, la Tab 7.7 viene con el conector de interfaz patentado similar a PDMI de Samsung, que se utiliza tanto para la carga como para la transferencia de datos. Habrá disponible una base para teclado, así como una base para carga/datos con un conector de salida microHDMI.
Las cámaras utilizadas son bien conocidas de muchas otras Galaxy Tabs, la cámara frontal de 2 MP tiene un enfoque fijo y está diseñada para ser utilizada para chat de video o autorretratos. La cámara trasera de 3 MP cuenta con enfoque automático y una luz de flash LED.
La conectividad 3G es compatible con los modelos P6800, antenas duales Wi-Fi a/b/g/n, que pueden funcionar a frecuencias de 2,4 y 5 GHz, son estándar en todos los modelos.
El Galaxy Tab 7.7 ofrece una funcionalidad completa de teléfono con una disposición de receptor/micrófono similar a la de un teléfono; en las versiones solo con Wi-Fi, todavía se puede usar para llamadas VOIP. Se pueden usar auriculares con cable o Bluetooth, así como el modo de altavoz.
En casi todos los dispositivos de revisión utilizados por varios blogs o revistas de tecnología, se instaló un puerto de infrarrojos para usar la Tab 7.7 como control remoto para dispositivos de entretenimiento, como televisores o reproductores de DVD (y se instaló una aplicación adecuada), pero aparentemente este no es el caso en las unidades de producción. Sin embargo, en los EE. UU., un modelo de la marca Verizon incluye el puerto IR.

## Comparación entre modelos
|                     | Tipo     | SO                             | Network                                                          | Pantalla                   | CPU                                         | RAM         | Cámara       | Cámara                         | Video                                                                       | Audio                           | Wi-Fi                              | Bluetooth        | Almacenamiento | Almacenamiento | Altura              | Anchura             | Grosor             | Peso           | Batería  |
| front               | Tipo     | SO                             | Network                                                          | Pantalla                   | CPU                                         | RAM         | rear         | Internal                       | Video                                                                       | Audio                           | Wi-Fi                              | Bluetooth        | External       |                | Altura              | Anchura             | Grosor             | Peso           | Batería  |
| Galaxy Tab          | GT-P1000 | Android 2.2 Froyo              | HSUPA 5.76 Mbit/s 900/1700/1900/2100 EDGE/GPRS 850/900/1800/1900 | 1024x600 Super TFT         | 1.0 GHz single-core Exynos 3110 (Cortex A8) | 512 MB      | Sí · 1.3MPx  | Sí · 3.2MPx                    | Playback: 720p Full HD videos @30 fps Recording: 720p videos @30fps         | 3.5 mm ear jack, stereo speaker | Sí 802.11 · b/g/n                  | Sí · v3.0 + A2DP | 16/32 GB       | Sí · microSD   | 190,09 mm (7,5 plg) | 120,45 mm (4,7 plg) | 11,98 mm (0,5 plg) | 380 g (0,8 lb) | 4000 mAh |
| Galaxy Tab 7.7      | GT-P6800 | Android 4.1 Jelly Bean         | HSPA+ 21 Mbit/s 850/900/1900/2100 EDGE/GPRS 850/900/1800/1900    | 1280x800 Super AMOLED Plus | 1.4 GHz dual-core Exynos 4210 (Cortex A9)   | 1 GB LPDDR2 | Sí · 2 MPx   | Sí · 3 MPx                     | Playback: 1080p full HD video @30fps; Recording: 720p HD video @24fps       | 3.5 mm ear jack, stereo speaker | Sí · dual antenna · 802.11 a/b/g/n | Sí · 3.0 + A2DP  | 16/32/64 GB    | Sí · microSD   | 196,7 mm (7,7 plg)  | 133 mm (5,2 plg)    | 7,9 mm (0,3 plg)   | 340 g (0,7 lb) | 5100 mAh |
| Galaxy Tab 7.0 Plus | GT-P6200 | Android 4.1 Jelly Bean         | HSPA+ 21 Mbit/s 850/900/1900/2100 EDGE/GPRS 850/900/1800/1900    | 1024x600 PLS               | 1.2 GHz dual-core Exynos 4210 (Cortex A9)   | 1 GB DDR2   | Sí · 2 MPx   | Sí · 3 MPx                     | Playback: 1080p full HD video @30fps; Recording: 720p video @24fps          | 3.5 mm ear jack, stereo speaker | Sí · dual antenna · 802.11 a/b/g/n | Sí · 3.0 + A2DP  | 16/32 GB       | Sí · microSD   | 193,7 mm (7,6 plg)  | 122,4 mm (4,8 plg)  | 9,9 mm (0,4 plg)   | 345 g (0,8 lb) | 4000 mAh |
| Galaxy Tab 2        | GT-P3100 | Android 4.0 Ice Cream Sandwich | HSPA+ 21 Mbit/s 850/900/1900/2100 EDGE/GPRS 850/900/1800/1900    | 1024x600 PLS               | 1.0 GHz dual-core TI OMAP4430 (Cortex A9)   | 1 GB DDR2   | Sí · 0.3 MPx | Sí · 3 MPx                     | Playback: 1080p full HD video @30fps; Recording: 1080p full HD video @30fps | 3.5 mm ear jack, stereo speaker | Sí · 802.11 b/g/n                  | Sí · 3.0 + A2DP  | 16/32 GB       | Sí · microSD   | 193,7 mm (7,6 plg)  | 122,4 mm (4,8 plg)  | 10,5 mm (0,4 plg)  | 344 g (0,8 lb) | 4000 mAh |
| Galaxy Tab 3        | SM-T211  | Android 4.1.2 Jelly Bean       | HSPA+ 21 Mbit/s 850/900/1900/2100 EDGE/GPRS 850/900/1800/1900    | 1024x600 TFT               | PXA986 1.2 GHz dual-core                    | 1 GB        | Sí · 1.3 MP  | Sí · 3.15 MP AF with LED flash | Playback: 1080p full HD video @30fps; Recording: 1080p full HD video @30fps | 3.5 mm ear jack, stereo speaker | Sí · 802.11 a/b/g/n                | Sí · 3.0 + A2DP  | 16/32 GB       | Sí · microSD   | 188 mm (7,4 plg)    | 111,1 mm (4,4 plg)  | 9,9 mm (0,4 plg)   | 302 g (0,7 lb) | 4000 mAh |

## Prohibido enEuropa
La prohibición de venta del Samsung Galaxy Tab 7.7 en Alemania se extendió a toda la Unión Europea por un tribunal alemán en junio de 2012.
La tablet de 7,7 pulgadas es la última víctima en la disputa de patentes en curso entre Apple y Samsung. La tableta no es ajena a esta disputa: se presentó oficialmente en IFA en Berlín 2012, pero fue retirada casi de inmediato del piso de exhibición después de una orden judicial de venta. Samsung emitió un comunicado diciendo que estaba «decepcionado con el fallo del tribunal» y que «continuará... protegiendo nuestros derechos de propiedad intelectual y defendiéndose de las afirmaciones de Apple para garantizar que nuestros productos permanezcan disponibles para los consumidores en toda la Unión Europea».